# NGC 5601
NGC 5601 је спирална галаксија у сазвежђу Волар која се налази на NGC листи објеката дубоког неба.
Деклинација објекта је + 40° 18' 36" а ректасцензија 14h 22m 53,2s. Привидна величина (магнитуда) објекта NGC 5601 износи 14,7 а фотографска магнитуда 15,6. NGC 5601 је још познат и под ознакама MCG 7-30-6, CGCG 220-9, NPM1G +40.0352, PGC 51370.